# پسی عقاب
پسی عقاب یک ستاره است که در صورت فلکی عقاب قرار دارد.